# TT222
La tombe thébaine TT 222 est située à Gournet Mourraï, dans la nécropole thébaine, sur la rive ouest du Nil, face à Louxor en Égypte.
C'est la sépulture de Héqamaâtrênakht (Ḥqȝ-Mȝˁ.t Rˁ-Nḫt), appelé Tor (Twr), grand prêtre de Montou. Elle date de l'époque de Ramsès III à Ramsès IV (XXe dynastie).